# Tolnaftato
El Tolnaftato es un derivado tiocarbámico, con propiedades fungicidas o fungistáticas. Es un inhibidor selectivo, reversible y no competitivo de la escualeno-2,3-epoxidasa unida a la membrana, una enzima implicada en la biosíntesis del ergosterol. Este punto de acción fue confirmado por la inhibición directa de la enzima en Candida albicans. La inhibición conduce a la acumulación de escualeno y a una deficiencia en ergosterol, un componente esencial de las paredes celulares de los hongos, lo que aumenta la permeabilidad de la membrana, y que altera la organización celular causando la muerte de las células. Además, el tolnaftato también puede distorsionar las hifas y obstaculiza el crecimiento micelial en hongos susceptibles.

## Usos
El Tolnaftato es eficaz para el tratamiento de casi todas las micosis cutáneas causadas por Malassezia furfur, Trichophyton tonsurans, T. rubrum, T. mentagrophytes, Epidermophyton floccosum, Microsporum canis, M. audouinii y M. gypseum, pero no lo es tanto contra Candida.
En la tiña de los pies, la tasa de curación se acerca a 80%, en comparación con 95% correspondiente al miconazol.
El tolnaftato se distribuye en concentraciones al 1% en crema, gel, talco, polvo para aerosol y solución local, o en líquido para aerosol de aplicación local. Los preparados se aplican dos veces al día localmente. El prurito por lo común cede en un lapso de 24 a 72 h. Luego de siete a 21 días suele ser muy completa la involución de las lesiones entre los dedos causadas por hongos sensibles.
Existen preparados de venta libre con algún agente queratolítico para lesiones hiperqueratósicas, aunque también es útil alternar con queratolíticos por separado como el ácido salicílico, la urea o la pomada de Whitfield que contiene ácido salicílico más ácido benzoico. Rara vez produce reacciones de sensibilización.

## Toxicidad
No se han registrado reacciones tóxicas o alérgicas al tolnaftato, pero se sabe que es tóxica por vía oral.